# VAP (företag)
VAP, Inc. (株式会社バップ Kabushiki gaisha Bappu?) är ett japanskt underhållningsföretag med huvudkontor i Chiyoda, Tokyo. Det är ett dotterbolag till Nippon Television Holdings, Inc..

## Datorspel
- Doki! Doki! Yūenchi: Crazy Land Daisakusen (Famicom)
- Ganso Saiyūki: Super Monkey Daibōken (Famicom)
- Isolated Warrior (Nintendo))
- Sprinter Monogatari: Mezase!! Ikkaku Senkin (Super Famicom)
- Shigetaka Kashiwagi's Top Water Bassing (Super Famicom)
- Tao (Famicom)
- Kōryū no Mimi (Super Famicom)
- Q*bert 3 (Super Nintendo)
- Shippo de Bun (Game Boy)
- Big Thanks Super Keirin (Sega Saturn)

### Fotnoter
1. ↑  hämtat från: ryskspråkiga Wikipedia.[källa från Wikidata]
2. ↑  hämtat från: franskspråkiga Wikipedia.[källa från Wikidata]